# 托雷德米格尔塞斯梅罗
托雷德米格尔塞斯梅罗，是西班牙埃斯特雷马杜拉巴达霍斯省的一个市镇。总面积58平方公里，2001年普查人口總數為763人，人口密度為每平方公里22人。